# خنجرية
الخَنْجَرية أو الِمسَلة † هي حَزٌ أو علامة مطبيعة تشير عادةً إلى تعقية إن استُخدمت الإجامة مسبقًا. يستخدم الرمز أيضًا للإشارة إلى موت الأشخاص أو انقراض الأنواع.  وهي مشتقة من علامة القسمة واستخدمها العلماء تاريخياً مؤشرًا نقدي أو بارزًا في المخطوطات. أم علامة ‡ فُتسمى الخنجر المزدوج وتستخدم للإشارة إلى تذييلة ثالثة بعد الإجامة والخنجرية.